# Wympieł Korolow
Wympieł Korolow (ros. Футбольный клуб «Вымпел» Королёв, Futbolnyj Kłub "Wympieł" Korolow) – rosyjski klub piłkarski, mający siedzibę w mieście Korolow w obwodzie moskiewskim.

## Historia
Chronologia nazw:
- 1928: Zienit Kalininskij (ros. «Зенит» р.п. Калининский)
- 26.12.1938: Zienit Kaliningrad (ros. «Зенит» Калининград)
- 1947: zespół zakładu im. M.W.Kalinina Kaliningrad (ros. К-да з-да им. М. В. Калинина Калининград)
- 1948: Zienit Kaliningrad (ros. «Зенит» Калининград)
- 1949: zespół zakładu im. M.W.Kalinina Kaliningrad (ros. К-да з-да им. М. В. Калинина Калининград)
- 1953: Zienit Moskwa (ros. «Зенит» Москва)
- 1955: zespół m. Kaliningrad (ros. К-да г. Калининграда)
- 1959: Trud Kaliningrad (ros. «Труд» Калининград)
- 1962: Wympieł Kaliningrad (ros. «Вымпел» Калининград)
- 08.06.1996: Wympieł Korolow (ros. «Вымпел» Королёв)
- 1998: Wympieł-Masani Korolow (ros. «Вымпел-Масани» Королёв)
- 1999: Wympieł Korolow (ros. «Вымпел» Королёв)
- 2000: FK Korolow (ros. ФК «Королёв»)
- 2002: Mietallist Korolow (ros. «Металлист» Королёв)
- 2004: FK Korolow (ros. ФК «Королёв»)
- 2006: Wympieł Korolow (ros. «Вымпел» Королёв)

Klub Piłkarski Zienit Kalininskij został założony w 1928 roku i reprezentował miejscowy zakład im. M.W.Kalinina. W 1938 startował w Pucharze ZSSR. 26 grudnia 1938 po zmianie nazwy miejscowości na Kaliningrad klub stał nazywać się Zienit Kaliningrad.
W 1946 roku Zienit Kaliningrad zadebiutował w III grupie Mistrzostw ZSRR, w której najpierw zajął pierwsze miejsce w strefie Centralnej, a potem w turnieju finałowym zdobył wicemistrzostwo i otrzymał prawo do gry w II grupie Mistrzostw ZSRR. W 1947 roku nazwa klubu z Kaliningradu została zmieniona na zespół zakładu im. M.W.Kalinina Kaliningrad. W 1949 zajął pierwsze miejsce w 4 strefie Rosyjskiej FSRR, a w turnieju finałowym był drugim.
Przed sezonem 1950 został zreformowany system rozgrywek ligowych w ZSRR. Zamiast kilku stref drugiej grupy powstała Klasa "B", w której znaleźli się zespoły reprezentujące stolice republik radzieckich oraz duże miasta przemysłowe. Kaliningrad okazał się poza Klasą "B" i potem występował w zawodach regionalnych i obwodowych. W 1952 zwyciężył w mistrzostwach Rosyjskiej FSRR wśród drużyn amatorskich i w 1953 jako Zienit Moskwa ponownie startował w II podgrupie Klasy "B". W 1954 zajął pierwsze miejsce w II podgrupie Klasy "B", jednak w turnieju finałowym uplasował się na 4 miejscu (z 6). W 1955 zespół otrzymał nazwę zespół m. Kaliningrad i zajął końcowe 8 miejsce w II strefie Klasy "B", ale w 1956 nie otrzymał miejsca w Klasie "B" i grał w rozgrywkach lokalnych. W 1959 klub zmienił nazwę na Trud Kaliningrad.
W 1960 roku została rozszerzona Klasa "B" i miasto Kaliningrad w 1961 ponownie otrzymał miejsce w Mistrzostwach ZSRR. Zespół występował w rosyjskiej 2 strefie. W 1962 po raz kolejny zmienił nazwę, tym razem na Wympieł Kaliningrad.
W 1963 w związku z kolejną reformą systemu lig piłkarskich w ZSRR klub okazał się w III lidze. Zespół zajął końcowe 10 miejsce w rosyjskiej 1 strefie, ale następny sezon rozpoczął w rozgrywkach amatorskich. Dopiero w 1968 roku zespół powrócił do Klasy "B" i zajął 3 miejsce w strefie 9 Klasy "B", w 1969 najpierw był drugi w strefie 9 Klasy "B", a potem w turnieju finałowym odpadł w półfinałach. 
W 1970 po kolejnej reformie Wtoroj Ligi klub został pozbawiony miejsca i powrócił do rozgrywek amatorskich, w których występował do rozpadu ZSRR w 1991 roku.
W Mistrzostwach Rosji klub debiutował w Lubitielskoj futbolnoj lidze. Występował w rozgrywkach 1992-1996 oraz 1999-2001. W latach 2006, 2008-2009 rywalizował o Puchar Rosji wśród drużyn amatorskich.
8 czerwca 1996 po zmianie nazwy miasta na Korolow klub otrzymał obecną nazwę Wympieł Korolow.

## Sukcesy

### Trofea międzynarodowe
Nie uczestniczył w rozgrywkach europejskich (stan na 31-05-2013).

### Trofea krajowe
Rosja
| \| \| Zdobyte trofea w rozgrywkach Rosji (stan na: 31-05-2015) \| |                                                          |      |          |
| Rozgrywki                                                         | Osiągnięcie                                              | Razy | Sezon(y) |
| · Mistrzostwo                                                     | I miejsce                                                | 0    |          |
| · Mistrzostwo                                                     | II miejsce                                               | 0    |          |
| · Mistrzostwo                                                     | III miejsce                                              | 0    |          |
| · Puchar                                                          | zdobywca                                                 | 0    |          |
| · Puchar                                                          | finalista                                                | 0    |          |
| II liga                                                           | I miejsce                                                | 0    |          |
| II liga                                                           | II miejsce                                               | 0    |          |
| II liga                                                           | III miejsce                                              | 0    |          |
| Rosja                                                             | Zdobyte trofea w rozgrywkach Rosji (stan na: 31-05-2015) |      |          |

ZSRR
| \| \| Zdobyte trofea w rozgrywkach Związku Radzieckiego (stan na: 1-01-1992) \| |                                                                        |      |                               |
| Rozgrywki                                                                       | Osiągnięcie                                                            | Razy | Sezon(y)                      |
| Mistrzostwo                                                                     | I miejsce                                                              | 0    |                               |
| Mistrzostwo                                                                     | II miejsce                                                             | 0    |                               |
| Mistrzostwo                                                                     | III miejsce                                                            | 0    |                               |
| Puchar                                                                          | zdobywca                                                               | 0    |                               |
| Puchar                                                                          | finalista                                                              | 0    |                               |
| Puchar                                                                          | 1/32 finału                                                            | 1    | 1938, 1954                    |
| II liga                                                                         | I miejsce                                                              | 0    |                               |
| II liga                                                                         | II miejsce                                                             | 1    | 1949 (finał Grupy II)         |
| II liga                                                                         | III miejsce                                                            | 1    | 1968 (strefa 9 RFSRR Klasy B) |
|                                                                                 | Zdobyte trofea w rozgrywkach Związku Radzieckiego (stan na: 1-01-1992) |      |                               |

- Wtoraja liga ZSRR (III Liga):
  - mistrz (1x): 1946 (finał Grupy III)

## Stadion
Klub rozgrywa swoje mecze domowe na stadionie Wympieł w Korolowie, który może pomieścić 5,000 widzów.